# Lars Anderson i Landa
Lars Andersson (i riksdagen kallad Anderson i Landa), född 8 juni 1831 i Ölme socken, Värmlands län, död där 27 januari 1913, var en svensk hemmansägare och riksdagsman.
Andersson var hemmansägare i Ölme i Värmland samt ordförande i kommunalnämnden och fattigvårdstyrelsen. Som riksdagspolitiker var han ledamot av riksdagens andra kammare under åren 1879–1887, invald i Ölme, Visnums och Väse häraders valkrets. Han skrev 3 egna motioner i riksdagen om ändringar i kommunallagen samt om bestämmelser ang kostnader för tingshus och häradsfängelse.